# Подбаблє
Подбаблє (хорв. Podbablje) – громада в Сплітсько-Далматинській жупанії Хорватії.

## Населення
Населення громади за даними перепису 2011 року становило 4680 осіб. 
Динаміка чисельності населення громади:

## Населені пункти
До громади Подбаблє входять: 
- Друм
- Грубине
- Хрщевани
- Іванбеговина
- Каменмост
- Криводол
- Подбаблє-Горнє
- Поліця

## Клімат
Середня річна температура становить 13,69°C, середня максимальна – 28,87°C, а середня мінімальна – -1,12°C. Середня річна кількість опадів – 923 мм.
| Клімат поселення                              | Клімат поселення | Клімат поселення | Клімат поселення | Клімат поселення | Клімат поселення | Клімат поселення | Клімат поселення | Клімат поселення | Клімат поселення | Клімат поселення | Клімат поселення | Клімат поселення | Клімат поселення |
| Показник                                      | Січ.             | Лют.             | Бер.             | Квіт.            | Трав.            | Черв.            | Лип.             | Серп.            | Вер.             | Жовт.            | Лист.            | Груд.            |                  |
| Середній максимум, °C                         | 9,21             | 10,18            | 13,85            | 17,79            | 22,56            | 26,46            | 28,87            | 28,80            | 23,55            | 18,66            | 13,22            | 10,10            |                  |
| Середня температура, °C                       | 4,04             | 5,02             | 8,69             | 12,65            | 17,39            | 21,30            | 24,20            | 24,14            | 18,89            | 14,00            | 8,54             | 5,43             |                  |
| Середній мінімум, °C                          | −1,12            | −0,16            | 3,50             | 7,47             | 12,21            | 16,11            | 19,54            | 19,48            | 14,22            | 9,33             | 3,89             | 0,77             |                  |
| Норма опадів, мм                              | 81               | 72               | 74               | 80               | 64               | 60               | 43               | 55               | 75               | 101              | 117              | 101              |                  |
| Середньомісячна швидкість вітру, м/с          | 2.08             | 2.47             | 2.69             | 2.50             | 2.23             | 2.03             | 2.04             | 1.84             | 1.98             | 1.97             | 2.39             | 2.40             |                  |
| Середньомісячна сонячна радіація, кДж/м²·день | 5517             | 8204             | 11968            | 16171            | 19963            | 22620            | 24527            | 21672            | 16142            | 10457            | 6048             | 4706             |                  |
| --------------------------------------------- | ---------------- | ---------------- | ---------------- | ---------------- | ---------------- | ---------------- | ---------------- | ---------------- | ---------------- | ---------------- | ---------------- | ---------------- | ---------------- |
| Джерело:                                      |                  |                  |                  |                  |                  |                  |                  |                  |                  |                  |                  |                  |                  |